# Arundinella decempedalis
Arundinella decempedalis är en gräsart som först beskrevs av Carl Ernst Otto Kuntze, och fick sitt nu gällande namn av Janowski. Arundinella decempedalis ingår i släktet Arundinella och familjen gräs. Inga underarter finns listade i Catalogue of Life.